# تجمع بدو قطانة (المحفد)

تعديل مصدري - تعديل

تجمع بدو قطانة هو أحد التجمعات البدوية في عزلة المحفد بمديرية المحفد التابعة لمحافظة أبين، بلغ تعداد سكانها 71 نسمة حسب تعداد اليمن لعام 2004.